# Castelo do Barão de Itaipava

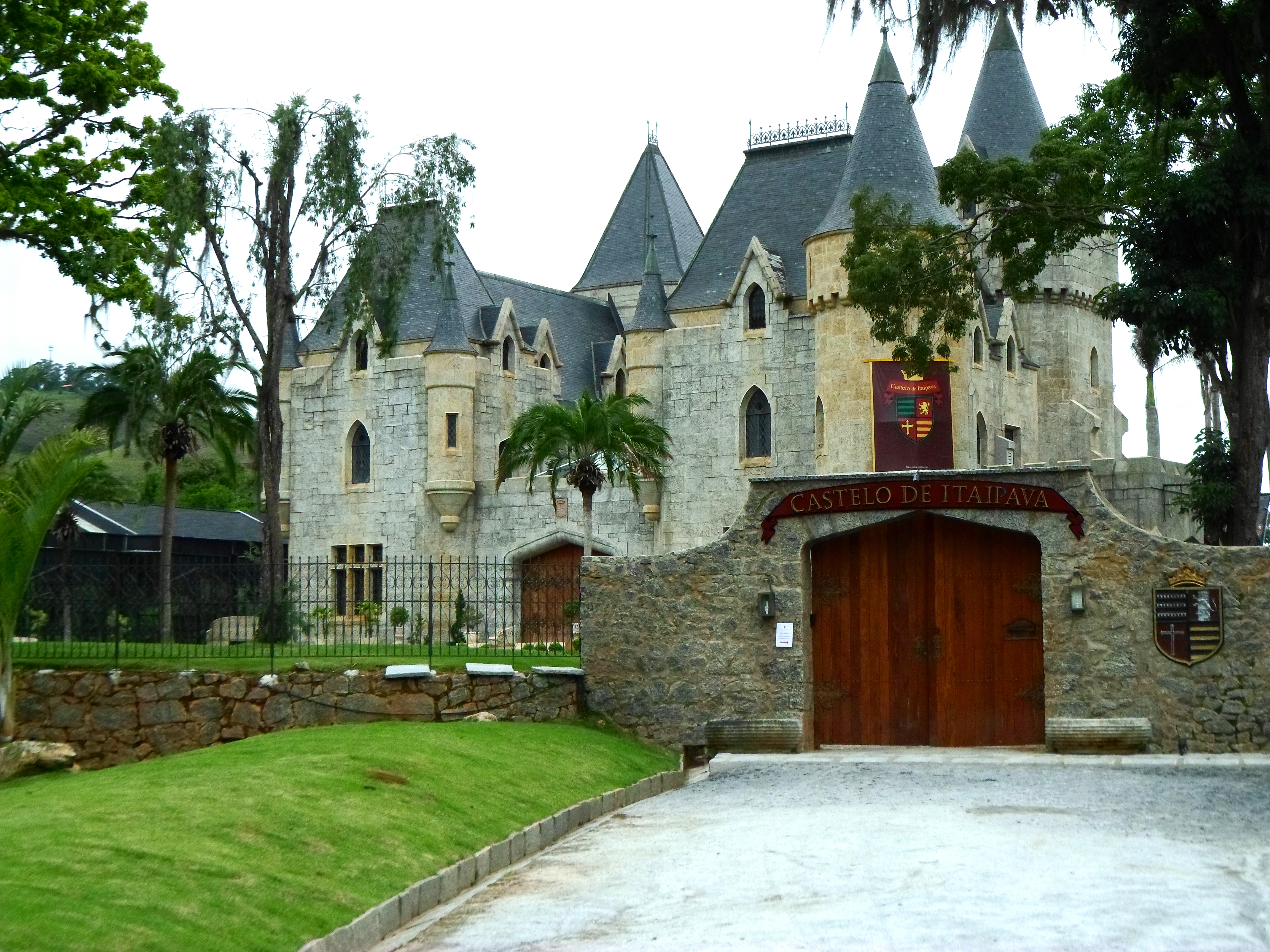
Fachada do castelo

O Castelo do Barão de Itaipava, também conhecido como Castelo de Itaipava, é um castelo em estilo normando-medieval localizado no município de Petrópolis, no estado do Rio de Janeiro, no Brasil.
O empreendimento, erguido na década de 1920, é o único palacete da América Latina inspirado num castelo medieval em toque normando clássico, tendo sido escolhido pela Prefeitura de Petrópolis por várias vezes para sediar o Prêmio Maestro Guerra-Peixe de Cultura.

## História

### Construção
O prestígio do povoado de Itaipava, que outrora era reduzido, começa a aumentar quando o então ex-Presidente do Brasil Nilo Peçanha, adquiriu para si terrenos para passar o seu verão de folga, em local aprazível na serra. O que passou a atrair veranistas, aumentando o desenvolvimento do progresso da localidade. Posteriormente Nilo venderia sua propriedade ao barão Jaime Smith de Vasconcellos, que ergueria no local o seu Castelo de Itaipava, que até hoje lá se encontra.
Tal castelo foi construído na primeira metade do século XX, por volta de 1922-24, pelo aristocrata anglo-brasileiro Rodolfo Smith de Vasconcellos, no bairro de Itaipava na cidade de Petrópolis. É uma reprodução de um castelo europeu. Foi projetado pelo arquiteto Fernando Valentim (Lúcio Costa creditava a responsabilidade pelo projeto totalmente ao seu antigo sócio).
A construção foi realizada por vinte famílias trazidas da Europa, com material totalmente europeu: de Portugal, vieram os blocos de pedras que foram talhadas por artesãos portugueses; da França, o telhado de ardósia; da Itália, o mármore de Carrara, que compõe o piso de vários salões, inclusive o do famoso Salão do Zodíaco. As portas e janelas são de jacarandá, com ferragens inglesas; os vitrais são austríacos e, finalizando os principais detalhes, cada porta dos quartos de seus filhos tinha seus nomes gravados em ouro.
Esta construção levou em torno de cinco anos. São 42 cômodos distribuídos em dezenove quartos, sete banheiros, diversos salões, bibliotecas, sala de música, halls, duas torres, diversos terraços, dependências para hóspedes, ala dos serviçais e galerias que abrigam interessantes histórias que permeiam a vida dos Smith de Vasconcellos no Brasil. O hall com as escadarias e o teto de jacarandá é finamente trabalhado. Há vitrais com as armas da família, biblioteca com estantes esculpidas em relevo, livros raros e um vasto parque cercando a mansão.
Jaime Smith de Vasconcellos, o terceiro barão de Vasconcellos, na primeira metade do século XX, encomendou à fábrica inglesa Rolls Royce uma limusine com onze lugares onde passou a acomodar seus sete filhos, a baronesa Anna Teresa Siciliano (filha do conde Alessandro Siciliano), a babá e o motorista. Esse automóvel tão especial também tinha, em suas portas, gravado em ouro, o brasão de armas da família. O castelo mantém, ainda, uma torre onde está uma cópia do batistério da Catedral de São Pedro.
Personalidades como Adhemar de Barros, Getúlio Vargas, Amaral Peixoto e várias pessoas das sociedades carioca e paulista frequentavam o local.

### A família Smith de Vasconcellos
A família Smith de Vasconcellos é uma família anglo-brasileira, de expressão aristocrática.

#### José Smith de Vasconcellos
O patriarca da família no Brasil, José Smith de Vasconcellos, era natural da cidade de Lisboa. Era filho do conselheiro José Inácio Pais Pinto de Sousa e Vasconcellos e Mary Martha Tustin Smith, uma aristocrata de Worcester, Inglaterra.
José transferiu-se para o Brasil em meados de 1831, sendo um destacado comerciante e coronel no Nordeste do país. Em Fortaleza, casou-se com Carolina Mendes da Cruz Guimarães, descendente de portugueses. Transladou-se para o Rio de Janeiro em 1844, onde nasceram alguns de seus filhos. O título Barão de Vasconcellos foi conferido em 13 de abril de 1863 pelo rei de Portugal, Dom Luís I. Teve os filhos:
- Adelaide Smith de Vasconcellos, (1838), casada com Joaquim Alves Ribeiro;

- Cleonice Smith de Vasconcellos (1839), casada com Frederick Joseph Ridgway;

- Suzete Smith de Vasconcellos (1840), casada com Richard Pritchard Hughes;

- Rodolfo Smith de Vasconcellos, 2º barão de Vasconcelos (1846), casado com Eugênia Virgínia Ferreira Felício;

- Leopoldo Smith de Vasconcellos (1847), casado com Aurélia Gomes de Paiva Coutinho;

- Alfredo Smith de Vasconcellos (1849), casado com Constança Machado Coelho de Castro;

- Lídia Smith de Vasconcellos (1853), casada com José Ferreira Pereira Felício, 2º conde de São Mamede;

- José Smith de Vasconcellos Júnior (1855), casado com Angelina Maria Calazans Rodrigues;

- Frederico Smith de Vasconcellos (1857), casado com sua sobrinha, Guiomar Eugênia Smith de Vasconcellos.

#### Rodolfo Smith de Vasconcellos
Nascido no Rio de Janeiro (segundo alguns, em Fortaleza), sabe-se que foi um destacado genealogista e nobre luso-brasileiro.
Foi autor do Arquivo Nobiliárquico Brasileiro, editado em Lausana (Suíça) em 1918. Casou-se em Bona, Renânia do Norte-Vestfália, então Império Alemão, em 20 de abril de 1874, com Eugénia Virgínia Ferreira Felício, filha do Conde de São Mamede, de quem teve:
- Francisca Carolina Smith de Vasconcellos (1875), casada com Heitor Basto Cordeiro;

- Guiomar Eugênia Smith de Vasconcellos (1876), casada com seu tio Frederico Smith de Vasconcellos;

- Rodolfo Álvaro Smith de Vasconcellos (1877), casado com Amália de Sá;

- José Smith de Vasconcellos (1881), casado com Serafina Lisboa;

- Rodrigo Alfredo Smith de Vasconcellos (1882), solteiro;

- Jaime Smith de Vasconcellos, 3º barão de Vasconcellos (1883), casado com Ana Teresa Siciliano;

- Vasco Joaquim Smith de Vasconcellos (1886), casado com Marieta Braga de Castro Santos;

- Nuno Lopo Smith de Vasconcellos (1891), casado com Luella Marie Metz;

- Maria Egídia Smith de Vasconcellos (1892), casada com António Borges da Silva.

Ele escolheu o filho Jaime para sucedê-lo, o que causou grande polêmica entre os demais filhos.

#### Jaime Smith de Vasconcellos
Nasceu no Rio de Janeiro, e foi um conhecido bon-vivant.
Viveu muitos anos na Suíça, onde o pai publicou o Arquivo Nobiliárquico Brasileiro.
Casou-se 1911, em São Paulo, com Ana Teresa Siciliano, natural de Piracicaba, filha do conde Alessandro Vincenzo Siciliano, 1º conde Siciliano, e Laura de Melo Coelho. Jaime Smith de Vasconcellos e Ana Teresa Siciliano Tiveram os filhos:
- Alexandre Rodolpho Smith de Vasconcellos (1912), sem mais notícias;

- Jaime Lauro Smith de Vasconcellos (1915), sem mais notícias;

- Laura Maria Smith de Vasconcellos (1916), sem mais notícias;

- Luís Afonso Smith de Vasconcellos (1917), casado com Noêmia Fracalanza. É pai de Marta Teresa Smith de Vasconcellos, mais conhecida como Marta Suplicy;

- Paulo Carlos Smith de Vasconcellos (1918), sem mais notícias;

- Eugênia Cecília Smith de Vasconcellos (1921), sem mais notícias;

- Geraldo José Smith de Vasconcelos (1925), caçula apelidado de Baby, casou-se com Maria Wanda Lobo da Costa, faleceu em 2007.

## Grandes Eventos
Em 1992, o castelo foi sede de um leilão de peças da família Smith de Vasconcellos. Atualmente, é alugado para a realização de eventos, casamentos e produção de filmes. 
- Em 1998 foi cenário para a comédia de Renato Aragão Simão, o Fantasma Trapalhão com Dedé Santana, Luciano Szafir e Ivete Sangalo. O filme conta a historia sobre um casa lO milionário Dr. Hiram (Oswaldo Loureiro) e sua mulher Lucélia (Eloísa Mafalda) compram um castelo assombrado, pois querem um fantasma só deles. Assim, nas férias vão com os netos conhecer a propriedade e acabam em uma grande e divertida História de Fantasmas.

- Em 2009, o ex-jogador de futebol Roger Flores casou-se com a atriz Deborah Secco, namorada com quem morava há cerca de dois anos, em cerimônia realizada no Castelo do Barão de Itaipava.[7] De acordo com a coluna Gente Boa do jornal O Globo, o aluguel do castelo, para a festa, custou ao casal R$ 35 mil.[8]

- Em 2011, foi cenário da minisérie Lara com Z.[2]

- Em 2013, o castelo foi utilizado como cenário da telenovela brasileira Guerra dos Sexos, da Rede Globo. Na trama, o castelo se localiza em São Paulo e é o local de residência dos primos Charlô (Charlotte de Alcântara Pereira Barreto) e Otávio (Otávio de Alcântara Rodrigues e Silva).[9]

## Prêmios e Indicações
| Ano  | Prêmio            | Categoria               | Resultado | Ref.   |
| ---- | ----------------- | ----------------------- | --------- | ------ |
| 2018 | Casamentos Awards | Melhor Casa de recepção | Venceu    | [ 10 ] |